# 동아미디어센터
동아미디어센터(영어: Donga Media Center)는 서울특별시 종로구 청계천로 1에 위치한 종합 매스컴 건물이다. 1997년에 착공하여, 2000년에 준공하였다. 사옥은 지상 5층부터 20층까지 979개 창문 안쪽에 8가지 컬러 필름을 부착되어 있다.

## 교통편
- 서울 도시철도 5호선 광화문역
- 수도권 전철 1호선 시청역

## 같이 보기
- 동아일보
- 동아디지털미디어센터